# 长龄寺
长龄寺是位于北京市海淀区香山南路南河滩西万安山东麓的藏传佛教格鲁派寺院。现已无存。

## 历史
长龄寺的旧址是延寿庵。长龄寺位于梵香寺旁边，宝谛寺东北。
《钦定日下旧闻考·卷一百三·郊垧西十三》载：
増：演武厅西南里许，有梵香寺、长龄寺（《五城寺院册》）。臣等谨按：梵香寺为新寺遗址，乾隆十四年改建。……寺旁松桧数百株，中建石敞厅，门额曰：“来远斋”，斋内额曰：“策功缵武”，石柱联曰：“指云际千峰兴怀蜀道，听松间万籁顿入梵天”，斋后屋五楹，额曰：“含清堂”，联曰：“句披月胁天心妙，总纳千岩万壑风”，皆皇上御书。又后为长龄寺，乃延寿庵旧址。……

増：长龄寺西南为宝谛寺（《五城寺院册》）。……
清朝时，以宝谛寺为中心，形成了一组满族藏传佛教寺庙群。这组寺庙包括：宝谛寺、宝相寺、长龄寺、方圆庙、梵香寺、实胜寺。这组寺庙群距离团城演武厅很近。这组寺庙群后毁于八国联军之手。长龄寺现已无建筑存在。